# Eudendrium magnificum
Eudendrium magnificum är en nässeldjursart som beskrevs av Yamada 1954. Eudendrium magnificum ingår i släktet Eudendrium och familjen Eudendriidae. Inga underarter finns listade i Catalogue of Life.